# Carbono negro

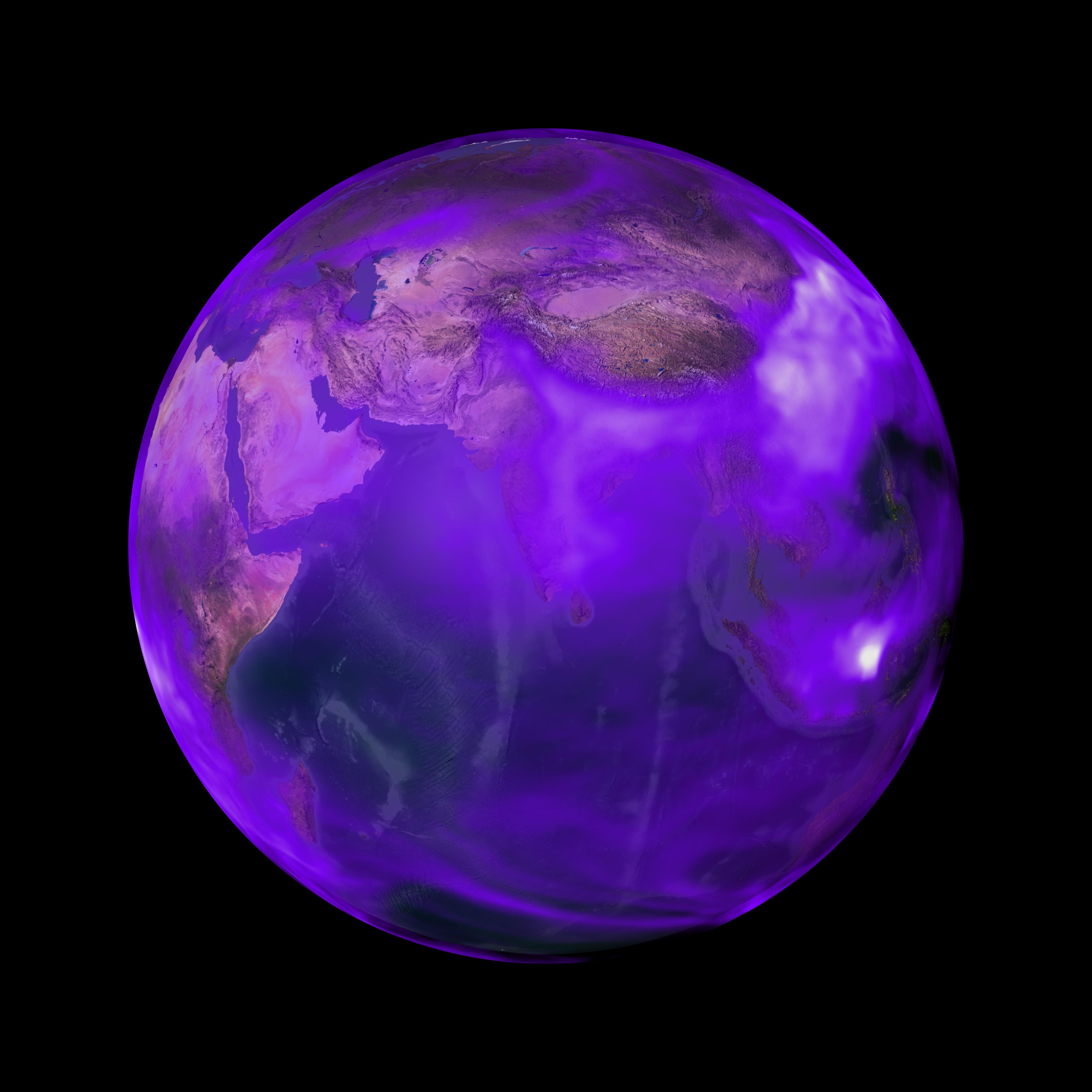
El carbono negro se encuentra en todo el mundo, pero su presencia e impacto son particularmente fuertes en Asia.

Químicamente, el carbono negro es un componente de las Partículas en suspensión finas (PM ≤ 2,5 µm de diámetro aerodinámico). El carbono negro consta de carbono puro en varias formas enlazadas. Se forma a través de la combustión incompleta de combustibles fósiles, biocombustibles y biomasa, y es uno de los principales tipos de partículas tanto en el hollín antropogénico como en el natural. El carbono negro causa morbilidad humana y mortalidad prematura. Debido a estos impactos en la salud humana, muchos países han trabajado para reducir sus emisiones, convirtiéndolo en un contaminante fácil de reducir en fuentes antropogénicas.
En climatología, el carbono negro es un agente que contribuye al calentamiento global, con efectos directos e indirectos. El carbono negro absorbe la luz solar y reduce el albedo cuando se deposita sobre la nieve y el hielo. De manera indirecta, el carbono negro contribuye al calentamiento global mediante la interacción con las nubes, con un forzamiento total de 1,1 W/m 2. El carbono negro permanece en la atmósfera durante varios días o semanas, a diferencia de otros gases de efecto invernadero que  tienen ciclos de vida más largos. El IPCC y otros investigadores en cambio climático han postulado que reducir el carbono negro es una de las formas más fáciles de frenar el calentamiento global a corto plazo.
El término carbono negro también se usa en las ciencias del suelo y la geología, refiriéndose al carbono negro atmosférico depositado o al carbono negro incorporado directamente de los incendios de la vegetación. Especialmente en los trópicos, el carbono negro en los suelos contribuye significativamente a la fertilidad, ya que es capaz de absorber importantes nutrientes de las plantas.

## Resumen
Faraday reconoció que el hollín estaba compuesto de carbono y que se producía por la combustión incompleta de combustibles que contienen carbono. El término carbono negro fue acuñado en la década de 1970 por Tihomir Novakov, a quien James Hansen llamó "el padrino de los estudios del carbono negro". El humo o el hollín fue el primer contaminante reconocido por tener un impacto ambiental significativo, pero uno de los últimos en ser estudiado por la comunidad de investigación atmosférica contemporánea.
El hollín se compone de una mezcla compleja de compuestos orgánicos que se absorben débilmente en la región espectral visible y un componente negro altamente absorbente que se denomina de diversas formas como "carbono elemental", "carbono grafítico" o "carbono negro". El término carbono elemental se ha utilizado junto con determinaciones químicas térmicas y húmedas, y el término carbono grafítico sugiere la presencia de estructuras microcristalinas similares al grafito en el hollín, como lo demuestra la espectroscopía Raman. El término carbono negro se utiliza para implicar que este componente del hollín es el principal responsable de la absorción de la luz visible. El término carbono negro se utiliza a veces como sinónimo del componente grafítico y elemental del hollín. Puede medirse utilizando diferentes tipos de dispositivos basados en la absorción o dispersión de un haz de luz o derivado de mediciones de ruido.

### Intentos tempranos de mitigación
Los efectos desastrosos de la contaminación del carbono negro sobre la salud y la mortalidad humanas a principios de la década de 1950 en Londres llevaron a la Ley de Aire Limpio del Reino Unido de 1956. Este acto condujo a reducciones drásticas de las concentraciones de hollín en el Reino Unido, seguidas de reducciones similares en ciudades estadounidenses como Pittsburgh y St. Louis. Estas reducciones se lograron en gran medida mediante la disminución del uso de carbón blando para calefacción doméstica al cambiar a carbón "sin humo" u otras formas de combustible, como fueloil y gas natural. La reducción constante de la contaminación por humo en las ciudades industriales de Europa y Estados Unidos provocó un cambio en el énfasis de la investigación que se alejó de las emisiones de hollín y la negligencia casi total del carbono negro como un componente de aerosol significativo, al menos en los Estados Unidos.
Sin embargo, en la década de 1970, una serie de estudios cambió sustancialmente este panorama y demostró que el carbono negro y los componentes orgánicos del hollín seguían siendo un componente importante de los aerosoles urbanos en los Estados Unidos y Europa, lo que condujo a mejores controles de estas emisiones. En las regiones menos desarrolladas del mundo donde había controles limitados o nulos sobre las emisiones de hollín, la calidad del aire continuó degradándose a medida que aumentaba la población. En general, no se comprendió hasta muchos años después que, desde la perspectiva de los efectos globales, las emisiones de estas regiones eran extremadamente importantes.

### Influencia en la atmósfera terrestre
La mayoría de los desarrollos mencionados anteriormente se relacionan con la calidad del aire en atmósferas urbanas. Los primeros indicios del papel del carbono negro en un contexto global más amplio provienen de estudios del fenómeno de la neblina ártica. Se identificó carbono negro en los aerosoles en la neblina del Ártico y en la nieve del Ártico.
En general, las partículas de aerosol pueden afectar el equilibrio de la radiación provocando un efecto de enfriamiento o calentamiento con la magnitud y el signo del cambio de temperatura que dependen en gran medida de las propiedades ópticas del aerosol, las concentraciones de aerosol y el albedo de la superficie subyacente. Un aerosol de dispersión pura reflejará la energía que normalmente sería absorbida por el sistema tierra-atmósfera de regreso al espacio y producirá un efecto de enfriamiento. A medida que se agrega un componente absorbente al aerosol, puede provocar un calentamiento del sistema tierra-atmósfera si la reflectividad de la superficie subyacente es suficientemente alta.
Los primeros estudios de los efectos de los aerosoles en la transferencia radiativa atmosférica a escala mundial asumieron un aerosol de dispersión dominante con solo un pequeño componente absorbente, ya que esto parece ser una buena representación de los aerosoles de origen natural. Sin embargo, como se discutió anteriormente, los aerosoles urbanos tienen un gran componente de carbono negro y si estas partículas se pueden transportar a escala global, se esperaría un efecto de calentamiento sobre superficies con un alto albedo superficial como la nieve o el hielo. Además, si estas partículas se depositan en la nieve, se produciría un efecto de calentamiento adicional debido a reducciones en el albedo de la superficie.

### Medición y modelado de la distribución espacial
Los niveles de carbono negro se determinan con mayor frecuencia basándose en la modificación de las propiedades ópticas de un filtro de fibra por partículas depositadas. Se mide la transmitancia del filtro, la reflectancia del filtro o una combinación de transmitancia y reflectancia. Los etalómetros son dispositivos de uso frecuente que detectan ópticamente la absorción cambiante de la luz transmitida a través de un billete de filtro.  Un fotómetro de absorción de múltiples ángulos tiene en cuenta tanto la luz transmitida como la reflejada. Los métodos alternativos se basan en mediciones de profundidad óptica basadas en satélites para grandes áreas o, más recientemente, en análisis de ruido espectral para concentraciones muy locales.
A finales de la década de 1970 y principios de la de 1980, se observaron concentraciones sorprendentemente grandes de carbono negro a nivel del suelo en todo el Ártico occidental. Los estudios de modelado indicaron que podrían provocar un calentamiento sobre el hielo polar. Una de las principales incertidumbres en la modelización de los efectos de la neblina ártica en el equilibrio de la radiación solar fue el conocimiento limitado de las distribuciones verticales del carbono negro.
Durante 1983 y 1984, como parte del Programa de muestreo de aerosoles y gases del Ártico (AGASP, por sus siglas en inglés) de la Oficina Nacional de Administración Oceánica de los Estados Unidos, se obtuvieron las primeras mediciones de las distribuciones del carbono negro en la atmósfera ártica con un etalómetro que tenía la capacidad de medir el carbono negro en tiempo real. Estas mediciones mostraron concentraciones sustanciales de carbono negro que se encuentran en toda la troposfera ártica occidental, incluido el Polo Norte. Los perfiles verticales mostraban una estructura fuertemente estratificada o una distribución casi uniforme de hasta ocho kilómetros con concentraciones dentro de las capas tan grandes como las que se encuentran a nivel del suelo en las áreas urbanas típicas de latitud media en los Estados Unidos. Las profundidades ópticas de absorción asociadas con estos perfiles verticales fueron grandes, como lo demuestra un perfil vertical sobre el Ártico noruego, donde se calcularon profundidades ópticas de absorción de 0.023 a 0.052, respectivamente, para mezclas externas e internas de carbono negro con los otros componentes del aerosol.
Las profundidades ópticas de estas magnitudes conducen a un cambio sustancial en el balance de la radiación solar sobre la superficie de la nieve ártica durante el período de marzo a abril. Estos efectos de calentamiento fueron vistos en ese momento como potencialmente una de las principales causas de las tendencias de calentamiento del Ártico, como se describe en los archivos del Departamento de Energía de los Estados Unidos.

### Presencia en suelos
Hasta el 60 % del carbono orgánico total almacenado en los suelos es aportado por el carbono negro. Especialmente para suelos tropicales, el carbono negro sirve como depósito de nutrientes. Los experimentos mostraron que los suelos sin grandes cantidades de carbono negro son significativamente menos fértiles que los suelos que contienen carbono negro. Un ejemplo de este aumento de la fertilidad del suelo son los suelos Terra preta de la Amazonia central, que presumiblemente son creados por el hombre por poblaciones nativas precolombinas. Los suelos de Terra Preta tienen en promedio tres veces más contenido de material orgánico del suelo (MOS), niveles más altos de nutrientes y una mejor capacidad de retención de nutrientes que los suelos infértiles circundantes. En este contexto, la práctica agrícola de tala y quema utilizada en las regiones tropicales no solo mejora la productividad al liberar nutrientes de la vegetación quemada, sino también al agregar carbono negro al suelo. No obstante, para una gestión sostenible, una práctica de tala y carbonización sería mejor para evitar altas emisiones de CO2 y carbono negro volátil. Además, los efectos positivos de este tipo de agricultura se contrarrestan si se utiliza en grandes parcelas para que la vegetación no evite la erosión del suelo.

### Presencia en aguas
El carbón negro soluble y coloidal retenido en el paisaje por los incendios forestales puede llegar a las aguas subterráneas. A escala mundial, el flujo de carbono negro hacia los cuerpos de agua dulce y salada se aproxima a la tasa de producción de carbono negro de los incendios forestales.

### Por fuente

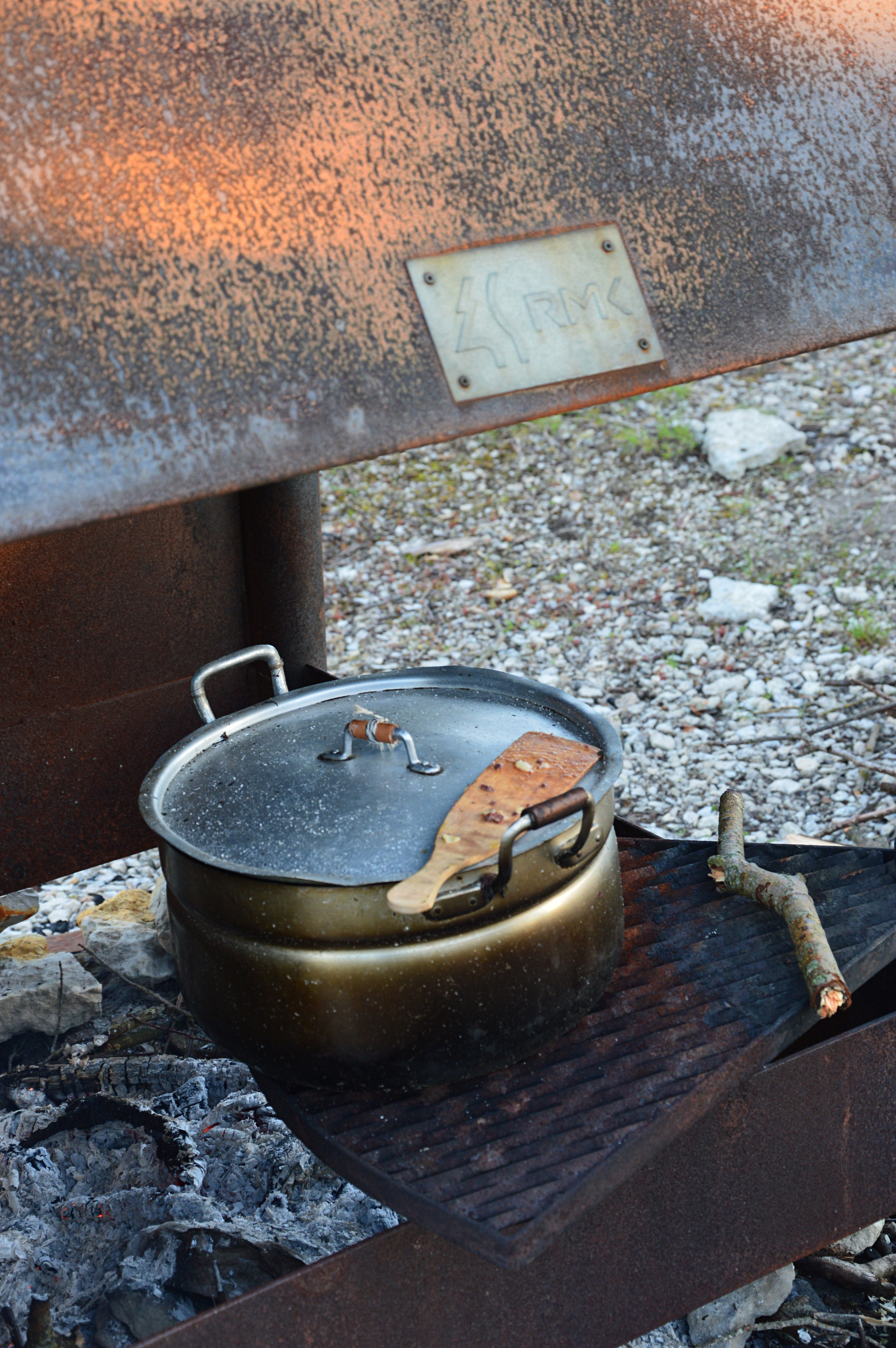
Hollín en una olla, como resultado de una cocción con biocombustible.